# ホメリ州
ホメリ州（ベラルーシ語: Го́мельская во́бласць、ロシア語: Гомельская область）は、ベラルーシ南東部に位置する州である。州都はホメリ。面積は40,400km²、人口は1,357,897人（2022年）。ベラルーシで最も面積の広い州であり、国土面積の約5分の1を占める。
北にマヒリョウ州、北西にミンスク州、西にブレスト州と接する。東はロシア（ブリャンスク州）、南と南東はウクライナ（チェルニーヒウ州、キーウ州、ジトーミル州）と国境を接している。

## 歴史

### 古代
現在のベラルーシの国土の中でも、この地域には古くから人類が住んでいた。中期旧石器時代の遺物がチャチェルスク地区ポドルジェ、ヴェトカ地区スヴェティロヴィチなどで発見されている。また、ヴェトカ地区ノヴォセルキ、カリンコヴィチ地区ユロヴィチ（約27,000年前）、チャチェルスク地区ベルディジ（約24,000年前）などの遺跡の発掘結果から、後期旧石器時代に人類がこの地域に定住していたのは確実である。当時の気候は寒冷で、植物はまばらで、典型的な北極圏のツンドラ地帯であった。

### キエフ大公国、リトアニア大公国時代
8-9世紀以降、プリピャチ川、ベレジナ川、ドニエプル川の沿岸にドレゴヴィチ族、ラヂミチ族が定住するようになった。
9世紀末、現在のホメリ、チャチェルスクを含むラヂミチ族の土地は、キエフ大公国の支配下にチェルニーヒウ公国とスモレンスク公国の一部となった。ホメリ市は、1142年の『イパーチー年代記』でチェルニーヒウ公国の領土として初めて言及された。
950年頃、ドレゴヴィチ族は現在のトゥーラウを中心としてトゥーロフ公国を形成した。トゥーラウは980年の『原初年代記』で初めて言及されており、ホメリ地方で文献上の初出が最も古い都市である。10世紀末にはキエフ大公国の支配下となった。
13世紀半ばのモンゴル帝国の侵攻では、ホメリ、トゥーラウ近郊で戦闘が行われた。
1316年頃トゥーロフ公国が、1335年頃にはホメリがリトアニア大公国に併合された。
トゥーラウはその後1502年と1521年にタタールの侵攻を受け、この影響で約1世紀の間オストログスキ家の所有となった。17世紀の大洪水時代にモスクワ大公国の支配下となったが、ほどなくしてポーランド・リトアニア共和国が奪還した。以後のモスクワとの戦いの中で町は荒廃し、現在に至るまで人口は回復していない。第二次ポーランド分割によりロシア帝国領となった。
ホメリは1446年以降モスクワ大公国の王子の所有となった。リトアニア・ポーランド連合軍は、1500年から1503年にかけての第二次モスクワ・リトアニア戦争でホメリを含むかつての領土の奪還を試み失敗、しかし1535年の第五次戦争においてホメリの奪還に成功し、ホメリはリトアニア大公国の支配下となった。
1569年のポーランド・リトアニア共和国成立の後も、コサックやロシアとの戦いの場となった。
絶え間なく戦争が続く状況下において、この地域の都市は商業や産業の中心地というよりも要塞としての性格を帯びていた。そのため、マクデブルク法が1561年にレチツァ、1577年にマズィル、1670年にホメリに適用され、自治権が保障されたことはこれらの都市の発展に寄与した。

### ロシア帝国時代
17世紀後半から18世紀にかけて、ポーランド・リトアニア共和国は弱体化し、1772年の第一次ポーランド分割によってホメリ地方はロシア帝国領となった。
1870年代、ヴィリニュスからドニエプル左岸に至る鉄道が建設され、ホメリ市はその主要な分岐点として発展した。多くのユダヤ人が企業活動や貿易に参加した。工業化の進展とともに労働運動が興隆し、様々な社会民主主義グループが形成された。
1898年にロシア社会民主労働党が結成されると、ホメリ市は革命運動の中心地の一つとなり、ここを拠点としたポリシエ委員会は、ベラルーシだけでなく、ロシアやウクライナの一部でも労働者運動をリードした。
1913年には、ホメリ市は人口104,500人の主要な工業都市となった。
1917年のロシア革命後、第一次世界大戦の中でホメリ地方はドイツ軍およびウクライナ人民共和国軍の占領下となった。
1918年、ベラルーシ人民共和国が樹立された。このころまで現在のホメリ州は、ミンスク地区とマヒリョウ地区の一部であった。

### ソビエト連邦時代
1919年、白ロシア・ソビエト社会主義共和国（BSSR）が成立した。これに伴い設置されたホメリ県（グベールニヤ）は、現在のマヒリョウ州の大部分、ミンスク州レチツァ地区、ヴィーツェプスク州ヴォルシャ地区やロシアのブリャンスク州の一部などを含む、現在のホメリ州よりはるかに大きいものであった。
1922年、BSSRがソビエト連邦を構成する一員となり、その後ホメリ県は幾度かの領域変更を経た。
1938年1月15日、ホメリ州が、ヴィーツェプスク州、ミンスク州、マヒリョウ州、パレスカ州と共に設立された。

### 第二次世界大戦
1941年6月24日、ナチス・ドイツがホメリをはじめとするこの地方の都市を空爆し、その後8月末までにベラルーシ全土がナチスの占領下となった。ベラルーシでも多くのユダヤ人が犠牲となった。ドイツ軍はホメリに4つのゲットーと3つの労働キャンプを設置し、1941年9月には2,365人、12月には4,000人が殺害された。多くの人々が町から追い出された。
1943年9月、赤軍は州の最南端に位置する都市カマリンを解放した。続いて11月、コンスタンチン・ロコソフスキー率いる白ロシア戦線によりホメリ市が解放された。1944年6月のバグラチオン作戦により、8月末にベラルーシ全土が解放された。
ナチスの侵略によりホメリ州は大きな打撃を受け、工場、発電所が破壊され、1,000以上の村が焼き払われた。ホメリは80％以上破壊され、マズィル、ジロビン、ラハチョウその他多くの都市が大きな被害を受けた。ホメリ州の占領期間中、ナチスは20万9千人以上を殺害し、4万人以上がドイツに連行された。
戦後は直ちに復興に取り組み、1950年頃には多くの企業が戦前のレベルまで回復した。
1954年、パレスカ州がホメリ州に吸収され、現在のホメリ州となった。以後州境の変更はなされていない。
1960年から1970年にかけては、リン酸工場、鋳物工場、製油所、人工毛皮工場、磁器工場など新たな企業が操業を開始した。

### チェルノブイリ原発事故
1986年のチェルノブイリ原子力発電所事故により、ベラルーシは多大な損害を被ったが、その中でもホメリ州は深刻な影響を受けた。放射能汚染により、ホメリ州では295の集落から13万5千人以上が移住を余儀なくされた。
現在は、かつては閉鎖されていた地域でも、適切な食事規則が守られれば生活が可能となっている。

## 行政区域
ホメリ州は、21の地区で構成される。2,262の農村集落、230の農業都市がある。
行政の中心地であるホメリ市は、人口ではミンスクに次いで国内第2位の都市である。

### 主な都市
| 日本語             | ベラルーシ語  | 人口    |
| ------------------ | ------------- | ------- |
| ホメリ             | Го́мель        | 481,200 |
| マズィル           | Мазы́р         | 111,800 |
| ジロビン           | Жло́бін        | 72,800  |
| スヴェトラゴルスク | Светлаго́рск   | 71,700  |
| レチツァ           | Рэчыца        | 66,200  |
| カリンカヴィチ     | Калінкавічы   | 37,900  |
| ラハチョウ         | Рагачоў       | 34,700  |
| ドブルシュ         | Добруш        | 19,300  |
| ジュトコヴィチ     | Жыткавічы     | 16,900  |
| ホイニキ           | Хойнікі       | 14,200  |
| ペトリコフ         | Петрыкаў      | 10,600  |
| イェリスク         | Ельск         | 10,000  |
| ブダ・カシャリョワ | Буда-Кашалёва | 9,500   |
| ナロウリア         | Нароўля       | 8.200   |
| ヴェトカ           | Ветка         | 7,800   |
| チャチェルスク     | Чачэрск       | 7,700   |
| ヴァシリエヴィチ   | Васілевічы    | 4,500   |
| ブラヒン           | Брагін        | 3,700   |
| トゥーラウ         | Ту́раў         | 3,200   |

## 地理
ホメリ州は、浸食された丘陵地と高地を特徴とする東ヨーロッパ平原に位置している。最高峰は206mのマズィル山である。
ホメリ州の総面積は4万km2で、このうち農地は1.3万km2である。耕作地が69％、干草地と牧草地が30％を占めている。

### 水系と植生
ホメリ州には414の河川がある。この地域の最大の航行可能な河川は、ドニエプル川、ソジ川、ベレジナ川、プリピャチ川である。埋立水路が密に作られ、多くの湖がある。ホメリ州最大の湖はチェルヴォノエ湖（面積43.6km²）で、面積ではナロチ、オスヴェイスキー、ドリスヴィヤートに次いで国内第4位である。湿地はホメリ州の4％を占めている。
森林面積は州の49％を占める。州の南部と西部では森林の面積が特に多く、リエルチツィ地区では60％以上、さらに7つの地区で50％以上が森林に覆われている。
州南西部に位置するプリピャツキー国立公園は、定期的に湛水する森林、牧草地、低木、泥炭の生態系からなる広大な氾濫原である。国際的に保護されている14の生息地があり、ツクシガモやオグロトキチョウなど、世界的に絶滅のおそれのある繁殖・ 渡り鳥種の避難場所となっている。氾濫原は洪水調節と水供給、地下水位、水質の維持に重要な役割を担っている。

### 気候
平均気温は1月で−6.3 - 2.3℃、7月で17.8 - 20.6℃と比較的穏やかな気候である。年間降水量は550から650mmである。
ケッペンの気候区分では州全域が亜寒帯湿潤気候（Dfb）となる。
栽培可能期間が191 - 209日と、国内で最も長い地域のひとつである。

## 経済

### 農業
食肉と酪農、野菜とジャガイモの栽培、州東部の亜麻栽培が盛んである。

### 工業
ホメリ州は国内最大の工業地帯で、国内の工業生産の20％以上を占めている。加工業は、アルコール、アルコール飲料、ワイン、ビール、ソフトドリンク、野菜乾燥、缶詰などの産業が代表的である。また、ベラルーシの主要な石油精製所がマズィルにある。
ホメリ州は早くから鉄道が発達しており、国内の鉄道貨物輸送の90％、旅客鉄道輸送の約半分を担っている。

### 天然資源と鉱物資源
ホメリ州では、数多くの鉱物資源が発見されている。カリ、岩塩、褐炭、オイルシェール、ガラス砂、チョークなどの鉱床が豊富である。
1964年、レチツァの近くで初めて商業用の石油が採掘された。1967年には25の油井が稼働し、約100万トンの石油が採掘された。近年でも新しい石油鉱床が発見され、開発が行われている。

## 交通機関
ホメリ州は、交通の要所である。鉄道の主な分岐点には、ホメリ、ロビン、カリンカヴィチがある。
プリピャチ川、ドニエプル川、ベレジナ川の定期航行が行われており、河川交通も盛んである。

## 観光
近年、「ホメリ州の黄金の環」と称して、ホメリ、ヴェトカ、チャチェルスク、クラスニ・ベレグ、トゥーラウ、マズィル、ユロヴィチ、レチツァ、ロイェフなどの集落・観光施設を巡るコースが推進されている。古代の遺跡や中世の建築、雄大な風景を楽しむことができる。

### 主な見どころ
ホメリ宮殿公園アンサンブル：古代および中世の集落、ルミャンツェフ＝パスケーヴィチ宮殿、聖ペテロ・聖パウロ大聖堂、パスケヴィッチの墓などを含む。
プリピャツキー国立公園
ホメリ軍事博物館
犯罪博物館
ガヴリール・ヴァシェンコ美術館
マズィル歴史民俗博物館
ヴェトカ古信仰・ベラルーシ伝統博物館
石造りの十字架：10世紀にキリスト教化された際、キーウからドニエプル川とプリピャチ川に沿ってトゥーラウに送られたと伝えられる十字架。使徒の数に相当する計12本の十字架が発見され、現在トゥーラウとその周辺に4つが残っている。

## スポーツ
ホメリ州には、陸上競技場、スポーツセンター、ウォータースポーツセンター、スタジアム、馬術競技場、スポーツ・レクリエーション複合施設など、国際レベルのスポーツ施設がある。
ホメリ州出身者のオリンピック金メダリストとして、レオニード・ガイシュトル（カヌー、1960年）、ニコライ・ゴルバチョフ（カヌー、1972年）、エレナ・ルドコフスカヤ（水泳、1992年）、イハル・マカラウ（柔道、2004年）、ラマン・ピアトルシェンカ（カヌー、2008年）、アルチュール・リットヴィンチュク（カヌー、2008年）、アラー・ツペール（エアリアル、2014年）らがいる。